# 군포시의 시외버스
군포시의 시외버스는 산본 나들목을 통한 고속도로 진입이 용이함에도 불구하고 운행하는 노선이 매우 적어 대부분 시외버스를 이용하고자 할 경우 서울이나 안양으로 이동하여 이용하고 있다. 그러나 경기도 및 군포시의 노력으로 2012년부터 군포시를 경유하는 노선이 조금씩 신설되고 있다.

## 터미널 건립
본래 군포시에는 버스터미널 자체가 존재하지 않았으나 몇 번의 터미널을 건립하고자 하는 계획은 존재했었다. 가장 먼저 확인되는 계획은 1993년에 산본신도시를 조성하면서 대한주택공사에서 산본동 군포시청 근처에 1200여평 규모로 터미널을 건립할 부지를 정했었다. 그러나 부지가 너무 좁고 수익성이 낮아 이 곳에 터미널을 건립하려는 민간사업자가 나타나지 않아 무산되었다.
2001년에는 안양시 평촌신도시 일대에 터미널을 건립할 때 안양, 군포, 의왕 지역 3개시 주민을 모두 고려해 터미널을 지으려고 했으나 이 또한 무산되었다.

## 군포시외버스정류소
2012년 7월 16일부터 안산-장평-강릉 간 시외버스 노선이 군포시 부곡동 군포공영차고지 옆 군포시외버스정류소에 정차하는 형태로 군포-강릉 노선이 운행을 개시하였다.
| 운행 노선   | 운행업체                                              | 운행구간 | 운행구간 | 운행구간 | 경유지 | 배차 간격 | 시간표                                                 |
| ----------- | ----------------------------------------------------- | -------- | -------- | -------- | ------ | --------- | ------------------------------------------------------ |
| 안산 ↔ 강릉 | 경기고속 대원고속 태화상운 강원여객 강원흥업 동해상사 | 군포     | ↔        | 강릉     | 장평   | 8회       | 07:15, 08:45, 10:15, 11:45, 13:35, 15:15, 16:45, 18:25 |

## 기타 노선
수원~김포, 시흥~성남 등의 군포시내를 경유하는 시외버스 노선이 있었으나 운행 중단되었으며, 군포시내에 정차하는 시외버스 노선은 산본신도시 10단지에 소재한 정류소에서 출발하는 공항버스 노선이 유일하다.
| 운행 노선               | 운행업체 | 운행구간   | 운행구간 | 운행구간     | 경유지                    | 배차 간격 | 시간표 |
| ----------------------- | -------- | ---------- | -------- | ------------ | ------------------------- | --------- | ------ |
| 군포 ↔ 인천공항 A4200   | 경기공항 | 군포(산본) | ↔        | 인천국제공항 | 안양(범계), 관악역/안양역 |           |        |
| 군포 ↔ 김포공항 A4300-2 | 경기공항 | 군포(산본) | ↔        | 김포국제공항 | 안양(범계), 관악역        |           |        |

## 같이 보기
- 안양시의 시외버스
- 광명역